# Rippkaea orientalis
Rippkaea ist eine Gattung von Cyanobakterien der Ordnung Chroococcales mit einer einzigen gültig veröffentlichten Art (Spezies) Rippkaea orientalis (Stand 5. Januar 2024).

## Beschreibung

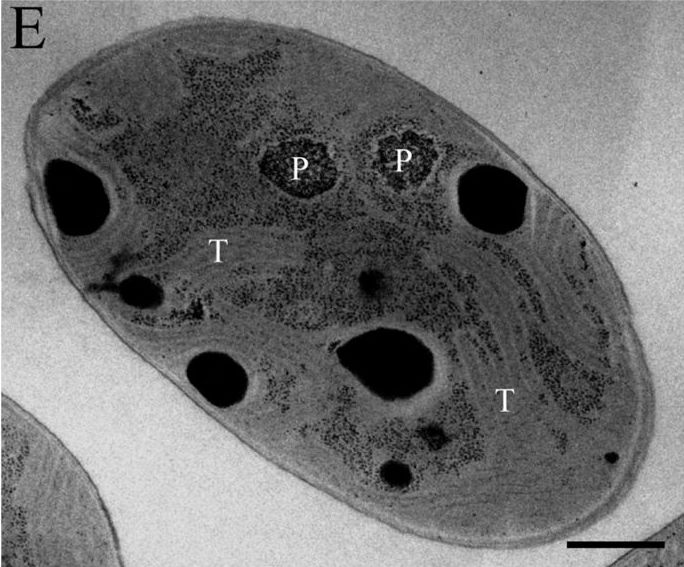
EM-Aufnahme des Referenzstamms R. orientalis PCC 8801. Es bedeuten:
T: Thylakoidmembran, P: Polyphosphat. Balken: 500 nm.

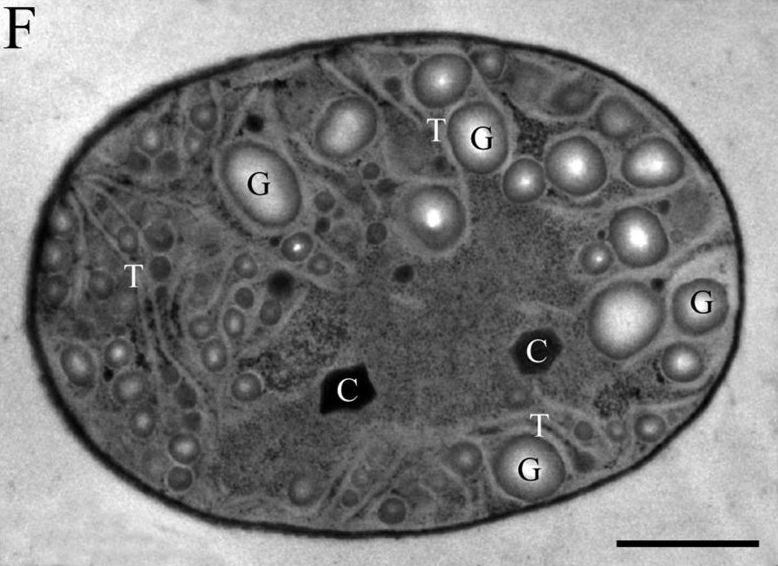
EM-Aufnahme des zweiten Stamms R. orientalis PCC 8802. Es bedeuten:
T: Thylakoidmembran, C: Carboxysom, G: Glykogen-Körnchen. Balken: 500 nm.

Die Stämme der Gattung Rippkaea sind einzellig. Die Zellen sind in flüssigem Medium nicht motil (schwimmfähig).
Ihre Gestalt sind breite Ovale oder Zylinder mit abgerundeten Enden, bei einer Länge von 4–9 μm und einer Breite von 3–5 μm. Schleimige Umhüllungen fehlen.
Sie erscheinen im Lichtmikroskop hell- bis blass blaugrün, der Zellinhalt homogen oder fein granuliert.
Im Transmissionselektronenmikroskop sind keine großen Körnchen sichtbar.
Diese Cyanobakterien besitzen Thylakoide in parallel angeordneten Reihen, die die gesamte Zelle durchziehen.
Die Zellmorphologie und -ultrastruktur stimmt mit der in der Gattung Aphanothece beobachteten überein.
Im Gegensatz zu Aphanothece bildeten die Rippkaea-Stämme allerdings nur fakultativ und weit weniger intensiv schleimige Kolonien.
Im Gegensatz zu den bekannten Aphanothece- und Gloeothece-Stämmen wurden bei dieser Gattung gar keine räumlich abgegrenzten schleimigen Strukturen beobachtet.
Die Zellen teilen sich durch einfache binäre Spaltung.

## Habitat
Die beiden ursprünglichen Stämme, PCC 8801 und PCC 8802 wurden auf dem Boden eines Reisfeldes in tropischer Umgebung auf Taiwan gefunden.
Die Typuslokalität ist ein Reisfeld im Ping-Tong-Distrikt, Süd-Taiwan.
Weitere Fundorte siehe §Systematik.

## Phylogenie
Wie die phylogenetische Untersuchung der 16S rRNA zeigte, bilden die beiden ursprünglichen Stämme, PCC 8801 und PCC 8802, eine Klade, die zu den Gattungen Crocosphaera und Zehria basal steht; jedoch die Gattung Aphanothece eine basale Position zu dieser ganzen Gruppe einnimmt.

## Systematik

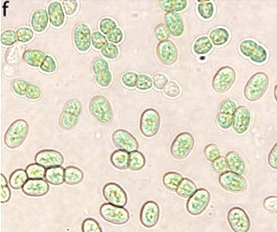
LM-Aufnahme von R. orientalis PCC 8802, Balken: 5 mm.

Die beiden Stämme PCC 8801 und PCC 8802 der Spezies R. orientalis waren in der Literatur und in öffentlichen Datenbanken  bis 2019 als nicht näher klassifizierte Mitglieder (Spezies) der Gattung Cyanothece bekannt. Aufgrund der phylogenetischen und ultrastrukturellen Belege von Johansen, Mareš et al 2019 war jedoch eine taxonomische Neuzuordnung nötig, bei der die Gattung Rippkaea mit der Typusart Rippkaea orientalis und Referenzstamm PCC 8801 neu eingerichtet wurde.
Eine jüngere Studie zur Gattung stammt von Otakar Strunecký et al. aus dem Jahr 2023.
Die Systematik nach der Johansen, Mareš et al., der List of Prokaryotic names with Standing in Nomenclature (LPSN) und der Taxonomie des National Center for Biotechnology Information (NCBI) mit Ergänzungen um unveröffentlichte Arten aus der Metagenomik etc. mit provisorischen Bezeichnungen nach der Genome Taxonomy Database (GTDB, angezeigt durch(G)) ist mit Stand 3. Januar 2014 wie folgt:
Ordnung: Chroococcales Schaffner 1922
- Familie: Microcystaceae Elenkin 1933 (LPSN, AlgaeBase[5]) bzw.
Familie: Aphanothecaceae (J.Komarek & Anagnostidis) J.Komarek et al. 2014 (NCBI) oder
Familie: Microcystaceae_A (GTDB)
  - Gattung: Rippkaea J.R.Johansen & Mareš, 2019[5]
    - Spezies: Rippkaea orientalis J.R.Johansen & Mareš 2019[5]
      - Referenzstamm: CBFS A-17-1 alias PCC 8801 oder RF-1 (früher Cyanothece sp. PCC 8801, Synechococcus sp. PCC 8801 oder Synechococcus sp. RF-1)(G)
– Fundort: Ping-Tong-Distrikt, Süd-Taiwan; Reisfeld[1]
      - Stamm: PCC 8802 alias RF-2 (früher Cyanothece sp. PCC 8802 oder Synechococcus sp. RF-2)
– Fundort: Ping-Tong-Distrikt, Süd-Taiwan;Reisfeld[1]

    - Spezies Rippkaea sp000829235[6] [Cyanobacterium endosymbiont of Epithemia turgida]
      - Referenzstamm: ETSB Lake Yunoko
– Fundort: Yunoko-See, Japan (siehe Ryūzu-Fälle)

    - Spezies Rippkaea sp002110465[6] [Unicellular cyanobacterium SU2]
      - Referenzstamm: SU2
– Fundort: Sansibar (Tansania)

    - Spezies: Rippkaea sp003448685[6] (früher Cyanothece sp. UBA12306)
      - Referenzstamm: UBA12306
– Fundort: Pensacola (Florida); Sandstrand[7]

    - Spezies: Rippkaea sp003574135[6] [Cyanobacterium endosymbiont of Rhopalodia gibberula]
      - Referenzstamm: RgSB Namiki Park
– Fundort: Namiki Park,[8] Tsukuba (Ibaraki), Japan

Nach der GTDB gibt es demnach Gensequenzen, die darauf hindeuten, dass einige Endosymbionten von Wimpertierchen ebenfalls zur Gattung Rippkaea gehören.

## Etymologie
Der Gattungsname Rippkaea ehrt Rosmarie Rippka, eine bedeutende Cyanobakterienforscherin, die um 1979 die Verwendung von Stämmen zur Untersuchung von Cyanobakterien einführte.
Das Art-Epitheton neulateinisch orientalis ‚östlich‘ verweist auf Asien (Süd-Taiwan), wo der Referenzstamm gefunden wurde.